# Rolando Molina
Rolando Molina (San Salvador, 13 augustus 1971), geboren als Rolando Alberto Arquete-Molina, is een El Salvadoraanse/Amerikaans acteur.

## Biografie
Molina werd geboren in San Salvador en emigreerde op zeer jonge leeftijd met zijn moeder en jongere broer naar Los Angeles. Hij doorliep de high school aan de North Hollywood High School in San Fernando Valley.

## Filmografie

### Films
Selectie:
- 2008 Eagle Eye – als TSA agent
- 2005 Domino – als beveiligingsmanager
- 2003 Bruce Almighty – als gangster
- 2001 Crazy/Beautiful – als Hector
- 1999 EDtv – als warenhuis medewerker
- 1998 Primary Colors – als Anthony Ramirez
- 1996 Eye for an Eye – als ouder van vermoord kind
- 1995 Virtuosity – als verkoper in videowinkel
- 1993 Menace II Society – als Vato

### Televisieseries
Selectie:
- 2014-2018 Family Guy - als Tony Montana (stem) - 6 afl.
- 2007-2016 American Dad! - als Mex (stem) - 4 afl.
- 2010 Desperate Housewives – als Hector Sanchez – 2 afl.
- 2010 Look – als Gary – 3 afl.
- 2008 General Hospital – als Sal Del Torro – 7 afl.
- 2007 Boston Legal – als Miguel Obisbo – 2 afl.
- 1995-1996 ER – als Rolando – 5 afl.

- Library of Congress Control Number: no2006128140
- Virtual International Authority File: 9610986
- WorldCat: E39PBJp9tPxGbx9bWP6dRBV9jC